# Şamaxı
Şamaxı város Azerbajdzsánban, a Şamaxı járás központja.

## Fekvése

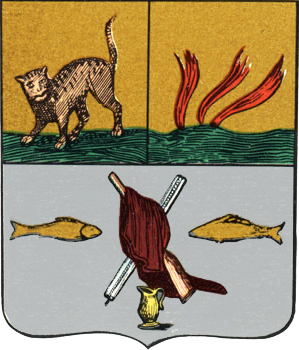
Şamaxı címere (1843)

A Kaukázus délkeleti lábánál, 749 méteres tengerszint feletti magasságban fekvő település, melyet keletről a Pirsaat folyó, északon és északnyugaton a Pirdirayi és a Maiden hegység, nyugaton Xınıslı falu és a Meysari-hegy határolja, míg délről a Zogalavay folyó veszi körül. Bakutól 122 kilométerrel nyugatra, a Baku–Qazax autópálya mentén található. A legközelebbi vasútállomás a Chol Goylar pályaudvar a régióban, a várostól mintegy 25 km-re délnyugatra.

## Nevének eredete
A Şamaxı elnevezés Sara Aşurbəyli és Qiyasəddin Qeybullayev feltevése szerint az V. század első felének eseményei kapcsán a Bizánci Fausztosz által említett ijmax (samake) nomád törzs nevéhez fűződik.

## Története
Shamakhi évszázadokon át Shirvanshah állam fővárosa volt. A várost a perzsa források szerint a 6. században élt I. Huszrau szászánida király építtette. 
A város helyéről és építésének idejéről többféle feltevés is napvilágot látott:
Az elmúlt évtizedekben a modern Shamakhi városától 2 km-re nyugatra, Shamakhi külvárosában található Khinisli területén régészeti ásatások végeztek és itt egy ősi, többrétegű települést tártak fel, amelyről úgy gondolják, hogy az ősi Shamakhi. Ezt az ásatásokon feltárt ősi települést csaknem egy évezred alatt többször is elpusztították, majd újjáépítették.
A Kr. e. második században élt görög szerző, Ptolemaiosz Camechiának vagy Mamehiának nevezte, amelyet egyes tudósok Shamakhival azonosítottak. 
Yagut szerint Al-Mansuriye egy város neve Shirvan tartományban. Az ókorban Shamakhi néven is ismerték. Derbentnameh állítása szerint Yazid ibn Usayd, Örményország arab utódja megtámadta Örményországot. (Yazid ibn Usayd uralkodása egybeesik az al-Yazidiyya-ban vert érmék korával).  YA Pakhomov és HA Jiddi hipotézise szerint ez a város Gulustan erődjének romjai helyén állt, a mai Shamakhitól 15 km-re.
Khinisli településen találtak egy ezüst ládát a kaukázusi Albánia időszakából, mely az Azerbajdzsáni Történeti Múzeumban található.
Al-Balazuri azt írja, hogy a vének nyilatkozatai alapján Muhammad ibn Ismail, egy bárdai lakos állítólag Sa'id ibn Salim (Szalma) al-Bahali (?–180) örmény kormányzóról nevezte el a Shirvan tartománybeli Shamakhi városát al-Shammah ibn Shuja neve után, aki akkoriban Shirvan királynője volt.
Bizánci Fausztosz, az ötödik századi szerző művében a 4. század első felének eseményeit említi, többek között a hunok, tavasparok, kecsmatakok, ijmahok, balasiak és más különféle nomád törzseket. Ezek a törzsek Dél-Dagesztánban és Shirvanban éltek. Az ijmahokat (ijmaxokat) később egy másik szerző is említette. A 9. században Barda lakossága Shamakhi nevét a 8. század végén élt Shammakh ibn Shuja nevéhez kötötte.
Shamakhi neve valószínűleg a Dél-Dagesztánban élő samakh törzs nevére vezethető vissza, amelyet Bizánci Fausztosz és a "VII. századi örmény földrajz" említett először a IV. században.
"Tarikh al-Babl" adatai szerint Yazidiya városát Shirvanshah Abu Tahir Yazid megtámadta 306-ban. Al-Yazidiyya néven fennmaradt 140-ben, 149-ben és 150-ben vert pecsétes érmék is Yazidiyya város létezését jelzik, ahol az arab emír akkoriban élt. Valószínű, hogy Jazid uralkodása alatt az ősi Shamakhi várost róla nevezték el; lehetséges, hogy talán ő fejezte be a város építését. "Tarikh-i al-Bab" arról számol be, hogy 437-ben "Shirvanshah Gubad, a törököktől való félelme miatt Yazidiyya városa köré erős, faragott kőből készült falakat és vaskaput építtetett", "Tarikh- i al-Bab" Yazidiyya neve 464-ig Shirvan fővárosaként szerepelt. 
Jevgenyij Alekszandrovics Pahomov szerint a város a Gulustan erőd romjai közelében található, a modern Shamakhitól 1,5 km-re.
Tarikh-i al-Bab állítása szerint, Anushiravan ibn Yazid, Shirvanshah utódjának fia Yazidiyyában, az apja elleni sikertelen lázadás után i. sz. 416-ban, Gulustan erődjébe menekült, de a vezír üldözőbe vette és sikerült elfognia. Ezek az információk arra utalnak, hogy Yazidiyya bizonyos távolságra volt Gulustantól. Ugyanennek a  forrásnak az állítása szerint 1067-ben Shirvanshah Fariburz nagynénje, Yazid lánya, Shamkuyya Julistanban (Gulustan) meghalt, holttestét Shabaranba szállították. Ebből valószínűsíthető, hogy abban az időben Shirvanshah családja a Gulustan erődben élt. Ez a szöveg azt is mutatja, hogy Yazidiya nem Gulisztán területén volt, hanem valószínűleg a mai Shamakhi helyén.
"Tarikh-i al-Bab" kivételével minden 9., 10. és 11. századi arab forrás említi Shamakhi városát, ősi nevén valószínű, hogy ezt a várost Yazidiyyának és Shamakhiyyának is nevezték, majd a 11. század után a Shamakhiyya név felváltotta a Yazidiyya nevet, mivel később ez a név nem található.
Shamakhi-Yazidi létezését numizmatikai bizonyítékok is mutatják, melyek szerint az arabok idejében, de legkésőbb a 8. század elején.

## Ásatások
A Shamakhiban található Juma mecset udvarán végzett régészeti ásatások során két kulturális réteget tártak fel, melyek közül az alsó réteg a 9-10. századra jellemző. Bár a mecsetet többször restaurálták, megőrizte ősi tervét. A terv szerint a mecset egy 38 × 12,8 m méretű téglalapból áll, amely három négyzetre van osztva. A régészeti bizonyítékok szerint a Juma mecset valamikor a 10. században egy földrengés pusztította el.
A 8-11. században létező város régészeti ásatásakor feltárt kultúrréteg mélysége eléri az 5,75 métert. Az alsó, mintegy 0,75 m vastag réteg a 8-9 századból való. Ebben a rétegben nagy kövekkel bélelt, kívül mészhabarcsos védőfalmaradványokat fedeztek fel. A falak vastagsága elérte a 2,5 métert. A fal maradványai között többek között mázas kerámia darabok, 9-11. századi kerámia- és üvegtöredékek kerültek elő.

## Nevezetességek
- Juma mecset